# Ma trận Vandermonde
Trong đại số tuyến tính, một ma trận Vandermonde, đặt tên theo Alexandre-Théophile Vandermonde, là một ma trận với các phần tử tạo thành một cấp số nhân trên mỗi hàng, nghĩa là, một ma trận m × n
{\displaystyle V={\begin{bmatrix}1&\alpha _{1}&\alpha _{1}^{2}&\dots &\alpha _{1}^{n-1}\\1&\alpha _{2}&\alpha _{2}^{2}&\dots &\alpha _{2}^{n-1}\\1&\alpha _{3}&\alpha _{3}^{2}&\dots &\alpha _{3}^{n-1}\\\vdots &\vdots &\vdots &\ddots &\vdots \\1&\alpha _{m}&\alpha _{m}^{2}&\dots &\alpha _{m}^{n-1}\end{bmatrix}}}
hoặc
{\displaystyle V_{i,j}=\alpha _{i}^{j-1}\,}
cho mọi chỉ số i và j. (Một số tác giả dùng ma trận chuyển vị của ma trận trên.)
Định thức của một ma trận vuông Vandermonde (trong đó m = n) có thể viết dưới dạng:
{\displaystyle \det(V)=\prod _{1\leq i<j\leq n}(\alpha _{j}-\alpha _{i}).}
Biểu thức này gọi là định thức Vandermonde hay đa thức Vandermonde.

## Tính chất
Theo công thức Leibniz cho định thức,
{\displaystyle \det(V)=\sum _{\sigma \in S_{n}}\operatorname {sgn}(\sigma )\,\alpha _{1}^{\sigma (1)-1}\cdots \alpha _{n}^{\sigma (n)-1},}
ta có thể viết định thức Vandermonde dưới dạng
{\displaystyle \prod _{1\leq i<j\leq n}(\alpha _{j}-\alpha _{i})=\sum _{\sigma \in S_{n}}\operatorname {sgn}(\sigma )\,\alpha _{1}^{\sigma (1)-1}\cdots \alpha _{n}^{\sigma (n)-1},}
trong đó Sn dùng để chỉ tập hợp các hoán vị của {1, 2, ..., n}, và sgn(σ) để chỉ dấu của hoán vị σ.
Nếu m ≤ n, thì ma trận V có  hạng cực đại (m) khi và chỉ khi mọi αi là khác nhau. Do đó, một ma trận vuông Vandermonde là khả nghịch khi và chỉ khi mọi αi là khác nhau. Khi đó, đã có công thức cụ thể cho ma trận nghịch đảo của một ma trận vuông Vandermonde.

## Ứng dụng
Ma trận Vandermonde tính giá trị của một đa thức tại một tập các giá trị; cụ thể hơn, nó chuyển vectơ hệ số của một đa thức {\displaystyle a_{0}+a_{1}x+a_{2}x^{2}+\cdots +a_{n-1}x^{n-1}} thành các giá trị của đa thức đó tại các điểm {\displaystyle \alpha _{i}.}
Khi các giá trị {\displaystyle \alpha _{k}} nằm trong một trường hữu hạn, các tính chất của định thức Vandermonde có nhiều ứng dụng, chẳng hạn như cho việc chứng minh các tính chất của mã BCH.
Một ma trận Vandermonde đặc biệt được biết đến rộng rãi là ma trận biến đổi Fourier rời rạc (ma trận DFT), trong đó các số αi là m căn bậc m của đơn vị.